# Sistotrema hamatum
Sistotrema hamatum är en svampart som beskrevs av Nawawi & J. Webster 1982. Sistotrema hamatum ingår i släktet Sistotrema och familjen Hydnaceae.   Inga underarter finns listade i Catalogue of Life.